# حريق ملهى العجوزة
في 4 ديسمبر 2015 قام أشخاص بإلقاء كوكتيل مولوتوف على مطعم الصياد في القاهرة، مصر. أسفر الحريق عن مقتل 17 شخصًا، وجرح ستة.

## التحقيقات
بعد التحقيقات تبين أن 4 أشخاص قام أمن الملهى بمنعهم من الدخول بسبب أنهم معتادي إثارة المشاكل داخل البار فحدثت مناوشات بينهم وبين الامن انتهت بمنعهم من الدخول. فتوجهوا في وقت لاحق من اليوم للملهى وبدأوا في إلقاء زجاجات مولوتوف، على الواجهه وسرعان ما امتدت النيران للداخل، كما أطلقوا عدة رصاصات من سلاح ناري وفي لحظات اصبح الملهي كرة نار مشتغلة بسبب زجاجات الحكول التي بداخله والتي ساعدت علي انتشار النيران. تم القبض على المتهمين وحكم عليهم في 2017 بالإعدام وتم تنفيذ الحكم في أكتوبر 2020.